# Salix moupinensis
Salix moupinensis — вид квіткових рослин із родини вербових (Salicaceae).

## Морфологічна характеристика
Це дерево. Молоді гілочки шовковисто-ворсинчасті, потім ± голі. Листкова ніжка до 1.7 см, спочатку ворсиста, потім ± гола; листкова пластинка довгаста, еліптична, обернено-яйцювата чи яйцювата, ≈ 13 × 6 см, абаксіально (низ) світло-зелена, адаксіально темно-зелена, гола й ворсинчаста вздовж жилок у молодому віці, край залозисто-пилчастий, верхівка гостра чи коротко загострена. Сережки до 6 см. Чоловіча квітка: тичинок 2, голі, окремі; пиляки жовті. Плодоносна сережка до 15 см. Жіноча квітка: зав'язь гола. Коробочка довго еліпсоїдно-яйцеподібна, ≈ 4 мм.

## Середовище проживання
Зх. Сичуань, пн. Юньнань. Населяє гори; на висотах 1500–3000 метрів.

## Використання
Декоративне.